# 広島県道298号鷲部小用線
広島県道298号鷲部小用線（ひろしまけんどう298ごう わしべこようせん）は、広島県江田島市を通る一般県道である。

## 概要
江田島市江田島町鷲部1丁目から江田島市江田島町小用1丁目に至る。
秋月の集落には、米軍の弾薬庫があり、もしもの場合に備えて住民の逃げ道を確保するために秋月トンネルが掘られた。

### 路線データ
- 起点：江田島市江田島町鷲部1丁目（秋月トンネル（西）交差点、広島県道44号江田島大柿線交点）
- 終点：江田島市江田島町小用1丁目（国道487号交点）

## 歴史
- 1996年（平成8年） - 路線認定

## 路線状況

### 道路施設

#### トンネル
- 秋月トンネル：延長1,005 m、1981年（昭和56年）竣工、江田島市

## 地理

### 通過する自治体
- 江田島市

### 交差する道路
| 交差する道路              | 交差する場所      | 交差する場所                    |
| ------------------------- | ----------------- | ------------------------------- |
| 広島県道44号江田島大柿線  | 江田島町鷲部1丁目 | 秋月トンネル（西）交差点 / 起点 |
| 広島県道299号秋月飛渡瀬線 | 江田島町秋月2丁目 |                                 |
| 国道487号                 | 江田島町小用1丁目 | 終点                            |

### 沿線
- 導神社
- 秋月郵便局
- 大行寺
- 在日米軍秋月弾薬庫
- 広島県立江田島高等学校 - 2010年（平成22年）3月末をもって閉校
- 江田島市立小用保育所
- 呉信用金庫 小用支店
- 小用港待合所